# 杜兰德·泽拉·潘尼级驱逐舰
杜兰德·泽拉·潘尼级驱逐舰（義大利語：Durand de la Penne class destroyer）是意大利海军的一型导弹驱逐舰。本级舰以防空与反水面为设计重点，反潜则为次要。

## 舰载武装
- 1×OTO-Breda 五英寸54倍径舰炮
- 1×Selenia Elsag八联装信天翁(Albatros)防空导弹发射器
- 3×OTO-Breda 76mm 62倍径炮快速型
- 4×OTO-Breda双联装提西欧(Teseo)Albatros反舰导弹发射器
- 2×三联装324mm B-515鱼雷发射器
- 1×MK-13 Mod4单臂防空导弹发射器(填裝40枚RIM-66標準一型中程防空飛彈或魚叉飛彈)

## 本级舰
共2艘
- D-560杜兰德·泽拉·潘尼号（Durand de la Penne）
- D-561芙朗西斯科·米伯利号（Fransesco Mimbelli）